# FosenHallen
Die FosenHallen ist eine Eissporthalle in Botngård, etwa 90 km von Trondheim entfernt auf der Halbinsel Fosen in der Kommune Ørland, Trøndelag, Norwegen.
Die Bauarbeiten begannen im Jahr 2006 und am 14. September 2007 wurde die Halle eröffnet. Sie bietet Schutz vor Wind und Wetter kann aber nur eine Umgebungstemperatur halten die wenige Grad höher liegt als die Außerhalb der Halle. Das Kühlsystem der Kunsteisfläche ist an das Fernwärmenetz von Botngård angeschlossen. Die Abwärme wird unter anderen zur Heizung der umliegenden öffentlichen Gebäude benutzt. Dadurch und durch die fehlende Heizung ist der Unterhalt der Halle sehr günstig.
Die für den Mehrzweck ausgerichtete Halle bittet neben dem Eisschnelllaufbetrieb Platz für ein 40 × 60 Meter großes Kunstrasen Fußballfeld. Weiter gibt es ein 30 × 60 Meter Eishockeyfeld sowie eine Curlingbahn im Innenbereich, welcher über eine Brücke zu erreichen ist.
Die erste nationale Großveranstaltung war die Norwegische Mehrkampf-Meisterschaft 2008 vom 15. bis 16. Dezember 2007. Am ersten Tag waren bereits 1500 Zuschauer in der Halle. Die Halle ist seither Austragungsort der verschiedenen Norwegischen Meisterschaften. 2009 fanden hier die Weltmeisterschaften der Masters, die Masters Allround Games, statt. Mit 183 Sportlern aus 14 Ländern war es die bisher größte Veranstaltung. In der Saison 2011/12 machte der Junioren-Weltcup Station.

## Bahnrekorde

### Frauen
| Strecke    | Athlet             | Zeit     | Datum                 | Wettkampf                        |
| ---------- | ------------------ | -------- | --------------------- | -------------------------------- |
| 0100 m     | Stine Marie Grande | 0 13,13  | 2. Februar 2011       | Klubbløp 2011                    |
| 0500 m     | Vanessa Bittner    | 0 39,51  | 1. März 2014          | Junior World Cup 2014            |
| 01000 m    | Antoinette de Jong | 01:18,82 | 8. März 2014          | Junioren-WM 2014                 |
| 01500 m    | Melissa Wijfje     | 02:00,65 | 7. März 2014          | Junioren-WM 2014                 |
| 03000 m    | Antoinette de Jong | 04:16,74 | 8. März 2014          | Junioren-WM 2014                 |
| 05000 m    | Maren Haugli       | 07:40,97 | 15. Dezember 2007     | Norwegische Meisterschaften 2008 |
| 10.000 m   | Camilla Farestveit | 16:20,25 | 16. März 2014         | Fosenløpet 2014                  |
| Mehrkampf  | Athlet             | Punkte   | Datum                 | Wettkampf                        |
| 2 × 500 m  | Vanessa Bittner    | 079,680  | 7.–9. März 2014       | Junioren-WM 2014                 |
| Sprint-MK  | Hedvig Bjelkevik   | 165,985  | 5.–6. Januar 2008     | Norwegische Meisterschaften 2008 |
| Mini-MK    | Antoinette de Jong | 162,970  | 7.–9. März 2014       | Junioren-WM 2014                 |
| Kleiner MK | Mari Hemmer        | 176,875  | 15.–16. Dezember 2007 | Norwegische Meisterschaften 2008 |
| Großer MK  | Grete Holstad      | 191,982  | 15.–16. März 2014     | Fosenløpet 2014                  |

Nicht oder nicht mehr im internationalen Wettkampf ausgetragen.
- Stand: 23. April 2014[4]
- Summe der auf 500 m heruntergebrochenen Einzelstrecken (500, 1000, 1500, 3000, 5000 Meter): 208,023 Pkt.

### Männer
| Strecke    | Athlet                | Zeit     | Datum                 | Wettkampf                        |
| ---------- | --------------------- | -------- | --------------------- | -------------------------------- |
| 0100 m     | Remi Grande           | 0 11,23  | 16. März 2011         | Klubbmesterskap 2011             |
| 0500 m     | Espen Aarnes Hvammen  | 0 36,22  | 2. November 2012      | Norwegische Meisterschaften 2013 |
| 01000 m    | Mikael Flygind Larsen | 01:12,30 | 5. Januar 2008        | Norwegische Meisterschaften 2008 |
| 01500 m    | Håvard Bøkko          | 01:50,22 | 3. November 2012      | Norwegische Meisterschaften 2013 |
| 03000 m    | Håvard Bøkko          | 03:53,38 | 10. Oktober 2009      | Norwegian Cup 2010               |
| 05000 m    | Håvard Bøkko          | 06:39,76 | 15. Dezember 2007     | Klubbløp 2008                    |
| 10.000 m   | Håvard Bøkko          | 13:53,23 | 16. Dezember 2007     | Klubbløp 2008                    |
| Mehrkampf  | Athlet                | Punkte   | Datum                 | Wettkampf                        |
| Sprint-MK  | Dag Erik Kleven       | 146,550  | 5.–6. Januar 2008     | Norwegische Meisterschaften 2008 |
| Mini-MK    | Simen Spieler Nilsen  | 157,780  | 13.–14. Februar 2010  | Norwegische Meisterschaften 2010 |
| Kleiner MK | Håvard Bøkko          | 155,939  | 5.–6. Februar 2011    | Norwegische Meisterschaften 2011 |
| Großer MK  | Håvard Bøkko          | 156,300  | 15.–16. Dezember 2007 | Norwegische Meisterschaften 2007 |

Nicht oder nicht mehr im internationalen Wettkampf ausgetragen.
- Stand: 23. April 2014[4]
- Summe der auf 500 m heruntergebrochenen Einzelstrecken (500, 1000, 1500, 5000 und 10.000 Meter): 190,747 Pkt.